# 장 뷔아르네
장 뷔아르네(프랑스어: Jean Vuarnet, 1933년 1월 18일~2017년 1월 1일)는 프랑스의 알파인 스키 선수이다. 1960년 동계 올림픽에서 남자 활강 부문 금메달을 획득했다.